# 普魯士的卡爾·弗朗茨王子
普魯士的卡爾·法蘭茲，全名卡尔·法蘭茲·约瑟夫·威廉·腓特烈·爱德华·保罗（德語：Karl Franz Josef Wilhelm Friedrich Eduard Paul，1916年12月15日—1975年1月22日），普魯士王子，1916年出生于波茨坦。卡爾·法蘭茲是约阿希姆王子的独生子，德意志皇帝兼普鲁士国王威廉二世的孙子。

## 家庭
1940年，卡爾·法蘭茲與舍奈希-卡洛拉斯的亨麗埃特結婚。亨麗埃特的母親是羅伊斯-格賴茨的赫爾敏，威廉二世的第二任妻子。兩人共有兩個兒子：
1. 法蘭茲·威廉（1943年出生）
2. 法蘭茲·腓特烈（1944年出生）

卡爾·法蘭茲與亨麗埃特於1946年離婚。1959年，卡爾·法蘭茲與秘魯人伊娃瑪麗亞·荷蕾拉·巴迭維拉諾（Eva Maria Herrera y Valdeavellano）結婚，兩人共有兩個女兒：
1. 亞歷山德拉（西班牙语：Alejandra de Prusia）（1960年出生）
2. 德茜蕾（1961年出生）